# Bacillus mycoides
Espèce
Bacillus mycoides est une espèce de bactéries du genre Bacillus et de la famille des Bacillaceae.
Cette bactérie, commune naturellement dans le sol, a la propriété d'induire chez de nombreuses plantes cultivées une résistance systémique contre divers agents phytopathogènes (bactérie, champignons, oomycètes, virus). L'isolat J (BmJ) est actif seul ou en combinaison avec des fongicides ou insecticides chimiques et permet d'obtenir une résistance durant de 14 à 21 jours.

## Liste des non-classés
Selon NCBI (14 décembre 2019) :
- non-classé Bacillus mycoides AH1143
- non-classé Bacillus mycoides DSM 2048
- non-classé Bacillus mycoides FSL H7-687
- non-classé Bacillus mycoides FSL R5-860
- non-classé Bacillus mycoides KBAB4
- non-classé Bacillus mycoides NBRC 101238 = DSM 11821
- non-classé Bacillus mycoides Rock1-4
- non-classé Bacillus mycoides Rock3-17

## Publication originale
- C. Flügge, Royal College of Physicians of Edinburgh., völlig umgearb. aufl Royal College of Physicians of Edinburgh. Edition: 3., Die Mikroorganismen. Mit besonderer berücksichtigung der ätiologie der infektionskrankheiten (publication), Inconnu, Leipzig, 1896, [lire en ligne].